# Poliforum Benito Juárez
El Polifórum Cancún es un gimnasio que funciona como sede del equipo de baloncesto El Calor de Cancún, que participa en la Liga Nacional de Baloncesto Profesional de México. Fue inaugurado en septiembre de 2008 con el "Showbol" de Diego Armando Maradona y la reapertura del recinto, ya como inmueble polideportivo con Duela para el baloncesto, fue el sábado 1 de noviembre de 2008 con la presentación de los Harlem Globetrotters en el cierre de su gira internacional por México, y posteriormente fue escenario de las partidos del equipo Pioneros de Quintana Roo hasta 2016.

## Historia
Fue inaugurado oficialmente por el gobernador del estado Félix González Canto. Para el 2009 llegó el primer evento deportivo internacional en su historia con la realización del Campeonato Centroamericano de Baloncesto con la participación de Panamá, Costa Rica, Nicaragua, Belice, El Salvador, Guatemala, Honduras y México.

## Eventos
Aunado a los campeonatos internacionales avalados por FIBA Américas, el club Pioneros de Quintana Roo también ha organizado torneos como la "Copa Gobernador" de Baloncesto. La "Copa Gobernador" reúne a ocho universidades de Estados Unidos adscritas a la NCAA y se realiza del 22 al 25 de diciembre de cada año. El torneo es organizado en forma conjunta con ESPN internacional división eventos especiales.
Asimismo, el Poliforum Cancún ya fue sede del premundial sub-16 de básquetbol FIBA Américas.
En noviembre de 2019 será sede del 8.º mundial de dodgeball.